# Кроль, Лев Афанасьевич
Лев Афанасьевич Кроль (5 июля 1871 года, Могилёв-на-Днепре — 3 января 1931 года, Париж) — деятель кадетской партии, масонский активист в Екатеринбурге, после революции крупный гражданский деятель Белого движения.

## Биография
Родился в обеспеченной еврейской семье, получил образование за границей. Инженер-механик, электрик, директор центральной электростанции Екатеринбурга. Стал известен в Екатеринбурге введением в 1902 году 8-часового рабочего дня. В 1905 году вступил в партию кадетов. В Первую мировую войну выдвинулся в ЦК Конституционно-демократической партии и стал признанным лидером кадетов Урала. Тогда же вошёл в состав руководства Уральского военно-промышленного комитета.
С 1910 года состоял в петербургской ложе «Малая медведица», позднее вошедшей в состав ВВНР (генеральным секретарём которого был А. Ф. Керенский). В том же году стал учредителем первой в Екатеринбурге ложи ВВНР, которую и возглавил. Делегат конвента ВВНР в 1916 году.
В марте 1917 избран председателем комитета общественной безопасности Екатеринбурга. Прекрасный оратор, на митингах ярко оппонировал большевикам, меньшевикам и эсерам, привлекая наиболее образованную часть слушателей. В июле избран гласным городской думы от кадетов.
После Октябрьской революции по списку партии кадетов избран членом Учредительного собрания от Пермской губернии. После разгона Собрания до июля 1918 года находился в Москве на нелегальном положении, настаивая на восстановлении прав Учредительного собрания и борьбе с большевизмом, и вошёл в состав «Союза возрождения России». В это же время он дружески встречался с Я. М. Свердловым, с которым был давно знаком по Екатеринбургу.
Затем Л. А. Кроль покинул Москву и перешёл на территории, не контролируемые большевиками. Посетил Казань, Самару, Челябинск и Омск, отказался войти в состав Комуча, но установил с ним и с Чехословацким корпусом дипломатические связи. В августе 1918 — один из создателей Временного областного правительства Урала, в котором занял посты заместитела председателя и министра (главноуправляющего) финансов. Участник Уфимского государственного совещания. В качестве деятеля белого движения был известен симпатиями к «левым», продолжал поддерживать связи с эсерами и другими социалистами; даже его заместителем в Уральском правительстве оказался известный меньшевик.
Будучи неформальным лидером Временного правительства Урала, Л. А. Кроль был занят, главным образом, сношениями с другими белогвардейскими правительствами в Омске и Самаре, а также участием в Уфимском совещании, практически отстранившись от работы в составе Уральского правительства. Позднее он вспоминал:
Не желая создавать отдельного ведомства (как подчеркнуло областное правительство) принципиально и не желая следовать примеру Самары и Омска, действительно относивших сношения с другими областями к “иностранным делам”, правительство 28 августа постановило: “Все дела областного правительства Урала по вопросам внешних сношений возложить на главноуправляющего финансами” …Новая миссия, как оказалось позднее, в значительной мере вызывала отлучки из Екатеринбурга и отрывала меня от непосредственной работы по управлению ведомством финансов. К счастью, в лице В. А. Всеволожского я имел прекрасного заместителя.
Переворот А. В. Колчака сразу не признал. В марте 1919 избран гласным Пермского губернского земства.
В 1919 Л. А. Кроль выехал с семьей в Иркутск. На Дальнем Востоке вошёл в состав Приамурского народного собрания. В 1922 издал книгу воспоминаний и эмигрировал из Владивостока в Париж. Издатель «Свободной России».
В Париже Кроль Лев Афанасьевич присоединён 3 июня 1925 года, по рекомендации Н. Авксентьева, В. Бухало и М. Маргулиеса, к ложе «Северная звезда». Хранитель печати с 1925 по 1927 годы. Секретарь в 1928 году. Первый страж с 1928 по 1930 год. Делегат на конвенте Великого востока Франции в 1929 − 1930 годах. Заместитель оратора в 1929 году. Юридический делегат (судья) в 1930—1931 годах. Гарант дружбы в ложе «Дружба народов» в 1930 году.
Высокую оценку его роли в либеральном движении дал П. Н. Милюков в своей газете «Последние новости» (№ 3576, 24 апреля 1931 года).

## Сочинения
- Кроль, Л. А. За три года: Воспоминания, впечатления и встречи. — Владивосток: Свободная Россия, 1921. — 212 с.
- Кроль, Л. А. Сибирское правительство и августовская сессия Сибирской областной думы: Из воспоминаний // Вольная Сибирь. — 1928. — № 4. — С.69 — 82.